# Rocío Gamonal
Rocío Gamonal Ferrera (ur. 25 lutego 1979) – hiszpańska kolarka górska i przełajowa, złota medalistka mistrzostw świata MTB.

## Kariera
Największy sukces w karierze Rocío Gamonal osiągnęła w 2005 roku, kiedy reprezentacja Hiszpanii w składzie: Rubén Ruzafa, Olivier Avilés, Rocío Gamonal i José Antonio Hermida zdobyła złoty medal w sztafecie cross-country podczas mistrzostw świata w Livigno. Był to jedyny medal wywalczony przez Gamonal na międzynarodowej imprezie tej rangi. Na tych samych mistrzostwach indywidualną rywalizację w cross-country zakończyła na 36. pozycji. Startowała także w kolarstwie przełajowym, zdobywając złote medale mistrzostw kraju w latach 2007, 2009 i 2010. W 2010 roku wystąpiła na przełajowych mistrzostwach świata w Taborze, gdzie rywalizację zakończyła na siedemnastej pozycji. Nigdy nie wystąpiła na igrzyskach olimpijskich.